# Víctor Alejandro Aguilar Ledesma
Víctor Alejandro Aguilar Ledesma (Valle de Santiago, 5 de abril de 1965) es un sacerdote y obispo católico mexicano, que se desempeña como 5° Obispo de Celaya.

## Biografía

### Primeros años
Víctor Alejandro nació el 5 de abril de 1965, en Valle de Santiago, Estado de Guanajuato, México.
Nació en el matrimonio de Víctor Manuel Aguilar Cendejas y Ma. Abigail Ledesma Guevara (†).
Tiene como hermanos a: Juan Carlos, Eugenio, Martha Patricia, Blanca Alicia, Mª. Leticia, Ana Lilia y Claudia Aguilar.

### Formación
Realizó su formación primaria en la Escuela Federal Gral. Santos Degollado, de Pueblo Nuevo (1970 – 1976).
El 6° año de primaria en el Colegio Mariano Jiménez AC, en Villa Jiménez, Michoacán.
Ingresa al Seminario Menor de Morelia del 1977 a 1982, donde realizó su formación secundaria y de Humanidades. 
Realizó sus estudios de Filosofía y Teología en el Seminario Mayor de Morelia (1982 – 1989).
Obtuvo la Licenciatura en Teología de Matrimonio y Familia, en el Instituto Juan Pablo II de la Universidad Lateranense (1997 – 1999).

## Sacerdocio
Fue ordenado diácono el 14 de mayo de 1989, a manos del por entonces Arzobispo de Morelia, Estanislao Alcaraz.
Su ordenación sacerdotal fue el 10 de diciembre del mismo año, a manos del por entonces Arzobispo de Morelia, Estanislao Alcaraz, en la Catedral de Morelia; a la edad de 24 años.
Como sacerdote desempeñó los siguientes ministerios:
- Vicario parroquial en la parroquia de San Antonio Abad, en Salamanca, Gto. (1990 – 1993).
- Vicario parroquial en la parroquia (con sede en el templo del Sagrario) de María Inmaculada de la Salud, Pátzcuaro, Mich. (1993 – 1995).
- Administrador parroquial en la parroquia de San Isidro Labrador en el Caracol, Ciudad Hidalgo, Mich. (1995 – 1997).
- Responsable del Secretariado Diocesano de Evangelización, Catequesis y Biblia (SEDEC) (1999 – 2003).
- Rector del Templo de El Señor del Rescate (1999 – 2003).
- Profesor de catequesis en el Seminario Mayor (1999 – 2003).
- Responsable de la Pastoral Familiar de la arquidiócesis de Morelia (2003 – 2004).
- Rector del Templo de Santa Rita (2003 – 2004).
- Rector del Templo de la Visitación (2005 – 2010).
- Profesor de Teología del Seminario Mayor (2003 – 2014).
- Párroco de la Parroquia de El Señor de la Clemencia, Moroleón, Gto. (2010 – 2015).
- Vicario episcopal de la Zona Pastoral IV de Nuestra Señora de la Luz en la arquidiócesis (2014 – 2015).
- Miembro del Colegio de Consultores (2014 – 2015).[2]

## Episcopado

### Obispo Auxiliar de Morelia
El 1 de diciembre de 2015, el papa Francisco lo nombró 5° Obispo Titular de Castulo y Obispo Auxiliar de Morelia.
Fue consagrado el 25 de febrero de 2016, en la Unidad Deportiva Bicentenario de Morelia, a manos del por entonces Cardenal-Arzobispo de Morelia, Alberto Suárez Inda. 
Sus co-consagradores fueron el por entonces Nuncio Apostólico de México, Christophe Pierre y el Obispo Auxiliar de Morelia, Carlos Suárez Cázares.
- Responsable de la Dimensión Episcopal para los Laicos en la CEM (2018 – 2021).

### Obispo de Celaya
El 12 de junio de 2021, el papa Francisco lo nombró 5° Obispo de Celaya.
Tomó posesión canónica el 12 de julio del mismo año, durante una ceremonia en el Estadio Miguel Alemán Valdés de Celaya, Gto.